# Collegio elettorale di Bari - Bitonto
Il collegio di Bari - Bitonto fu un collegio elettorale uninominale della Repubblica Italiana per l'elezione del Senato della Repubblica. Apparteneva alla circoscrizione Puglia e fu utilizzato per eleggere un senatore nella XII, XIII e XIV legislatura.
Venne istituito nel 1993 con la cosiddetta Legge Mattarella (Legge n. 276, Norme per l'elezione del Senato della Repubblica), attuata in seguito al referendum abrogativo del 1993. La legge istituì per la Camera dei deputati e per il Senato della Repubblica un sistema di elezione misto, in parte maggioritario e in parte proporzionale. Il 75% dei parlamentari dell'assemblea veniva eletto in collegi uninominali tramite sistema maggioritario a turno unico; il restante 25% al Senato veniva eletto tramite recupero proporzionale dei più votati non eletti attraverso un meccanismo di calcolo denominato "scorporo", cioè sottraendo dal conteggio dei voti totali di una lista nella parte proporzionale i voti ottenuti dai candidati collegati alla medesima lista che erano eletti nei collegi uninominali con il sistema maggioritario.
Il collegio venne abolito insieme a tutti gli altri che costituivano il Senato con la promulgazione della legge elettorale successiva, la cosiddetta Legge Calderoli. Questa prevedeva un sistema proporzionale con premio di maggioranza, che al Senato veniva attribuito a livello regionale.

## Territorio
Il collegio di Bari - Bitonto era uno dei 16 collegi uninominali in cui era suddivisa la Puglia e, come previsto dal D.Lgs. del 20 dicembre 1993 n. 535, era interamente compreso nella provincia di Barie comprendeva i seguenti comuni: parte del comune di Bari (in particolare i quartieri Palese, Santo Spirito, San Paolo, Stanic, Carbonara, Ceglie e Loseto), Bitonto, Bitritto, Capurso, Modugno, Noicattaro, Sannicandro di Bari, Triggiano e Valenzano.

## Eletti
| Elezione | Elezione | Senatore                  | Partito                    |
| -------- | -------- | ------------------------- | -------------------------- |
|          | 1994     | Giuseppe Mininni-Jannuzzi | Polo del Buon Governo (AN) |
|          | 1996     | Ida Maria Dentamaro       | Polo per le Libertà (CDU)  |
|          | 2001     | Giuseppe Degennaro        | Casa delle Libertà (FI)    |
|          | 2005 (S) | Nicola Latorre            | L'Ulivo (DS)               |

## Dati elettorali

### XII legislatura
|                                                | Giuseppe Mininni-Jannuzzi ✔️ Eletto | Polo del Buon Governo      | 51 353  | 37,42 |  |  |  |  |  |
|                                                | Rocco Michelangelo Canosa           | Progressisti               | 42 626  | 31,06 |  |  |  |  |  |
|                                                | Vincenzo Binetti                    | Patto per l'Italia         | 32 498  | 23,68 |  |  |  |  |  |
|                                                | Lucio Franco Giuseppe Albergo       | Lista Pannella-Riformatori | 7 466   | 5,44  |  |  |  |  |  |
|                                                | Pietro Stigliano                    | Lega d'Azione Meridionale  | 1 655   | 1,21  |  |  |  |  |  |
|                                                | Vincenzo Schino                     | Rinnovamento               | 1 641   | 1,20  |  |  |  |  |  |
| Totale                                         | Totale                              | Totale                     | 137 239 | 100   |  |  |  |  |  |
|                                                |                                     |                            |         |       |  |  |  |  |  |
| Voti non validi                                | Voti non validi                     | Voti non validi            | 15 803  | 10,33 |  |  |  |  |  |
| Votanti                                        | Votanti                             | Votanti                    | 153 042 | 80,58 |  |  |  |  |  |
| Elettori                                       | Elettori                            | Elettori                   | 189 935 |       |  |  |  |  |  |
|                                                |                                     |                            |         |       |  |  |  |  |  |
| Nota: Seggio assegnato a Polo del Buon Governo |                                     |                            |         |       |  |  |  |  |  |
| Data: 27-28 marzo 1994                         |                                     |                            |         |       |  |  |  |  |  |
| Fonte: Ministero dell'interno                  |                                     |                            |         |       |  |  |  |  |  |

### XIII legislatura
|                               | Ida Maria Dentamaro ✔️ Eletto    | Polo per le Libertà                | 61 905  | 45,39 |  |  |  |  |  |
|                               | Giovanni Di Cagno                | L'Ulivo                            | 57 061  | 41,84 |  |  |  |  |  |
|                               | Olindo Del Donno                 | Movimento Sociale Fiamma Tricolore | 5 981   | 4,39  |  |  |  |  |  |
|                               | Roberto Giovanni D'Ovidio        | Lista Pannella - Sgarbi            | 2 807   | 2,06  |  |  |  |  |  |
|                               | Salvatore Santomauro             | Ambientalisti                      | 2 313   | 1,70  |  |  |  |  |  |
|                               | Pasquale Vincenzo Maria Bruzzese | Mani Pulite                        | 2 179   | 1,60  |  |  |  |  |  |
|                               | Giovanni Maurogiovanni           | Gruppo Indipendente Libertà        | 1 992   | 1,46  |  |  |  |  |  |
|                               | Domenico Petronelli              | Lega d'Azione Meridionale          | 1 587   | 1,16  |  |  |  |  |  |
|                               | Marcello Battista                | Rinnovamento                       | 555     | 0,41  |  |  |  |  |  |
| Totale                        | Totale                           | Totale                             | 136 380 | 100   |  |  |  |  |  |
|                               |                                  |                                    |         |       |  |  |  |  |  |
| Voti non validi               | Voti non validi                  | Voti non validi                    | 12 789  | 8,57  |  |  |  |  |  |
| Votanti                       | Votanti                          | Votanti                            | 149 169 | 75,57 |  |  |  |  |  |
| Elettori                      | Elettori                         | Elettori                           | 197 387 |       |  |  |  |  |  |
|                               |                                  |                                    |         |       |  |  |  |  |  |
| Data: 21 aprile 1996          |                                  |                                    |         |       |  |  |  |  |  |
| Fonte: Ministero dell'interno |                                  |                                    |         |       |  |  |  |  |  |

### XIV legislatura
|                               | Giuseppe Degennaro ✔️ Eletto | Casa delle Libertà                          | 70 216  | 46,10 |  |  |  |  |  |
|                               | Vito Carella                 | L'Ulivo                                     | 54 278  | 35,63 |  |  |  |  |  |
|                               | Antonio Lisanti              | Democrazia Europea – Socialisti Autonomisti | 8 074   | 5,30  |  |  |  |  |  |
|                               | Giuseppe Mario Didonna       | Lista Di Pietro                             | 7 040   | 4,62  |  |  |  |  |  |
|                               | Antonio Di Matteo            | Partito della Rifondazione Comunista        | 6 269   | 4,12  |  |  |  |  |  |
|                               | Cosimo Longo                 | Fiamma Tricolore                            | 2 915   | 1,91  |  |  |  |  |  |
|                               | Giulio Aldo D'Angelo         | Lista Pannella-Bonino                       | 2 129   | 1,40  |  |  |  |  |  |
|                               | Piero Reale                  | Filograna Salento                           | 1 043   | 0,68  |  |  |  |  |  |
|                               | Pietro Cesare Mangione       | Lega d'Azione Meridionale                   | 353     | 0,23  |  |  |  |  |  |
| Totale                        | Totale                       | Totale                                      | 152 317 | 100   |  |  |  |  |  |
|                               |                              |                                             |         |       |  |  |  |  |  |
| Voti non validi               | Voti non validi              | Voti non validi                             | 14 414  | 8,65  |  |  |  |  |  |
| Votanti                       | Votanti                      | Votanti                                     | 166 731 | 78,12 |  |  |  |  |  |
| Elettori                      | Elettori                     | Elettori                                    | 213 429 |       |  |  |  |  |  |
|                               |                              |                                             |         |       |  |  |  |  |  |
| Data: 13 maggio 2001          |                              |                                             |         |       |  |  |  |  |  |
| Fonte: Ministero dell'interno |                              |                                             |         |       |  |  |  |  |  |

### XIV legislatura: elezioni suppletive
|                               | Nicola Latorre ✔️ Eletto | L'Ulivo             | 37 496 | 55,63 |  |  |  |  |  |
|                               | Emanuele Degennaro       | Casa delle Libertà  | 27 837 | 41,30 |  |  |  |  |  |
|                               | Giuseppe Monaco          | Alternativa Sociale | 1 701  | 2,52  |  |  |  |  |  |
|                               | Cataldo Zuccaro          | Udeur               | 335    | 0,50  |  |  |  |  |  |
| Totale                        | Totale                   | Totale              | 67 405 | 100   |  |  |  |  |  |
|                               |                          |                     |        |       |  |  |  |  |  |
| Data: 23-24 gennaio 2005      |                          |                     |        |       |  |  |  |  |  |
| Fonte: Ministero dell'interno |                          |                     |        |       |  |  |  |  |  |